# Gomphurus externus
Gomphurus externus – gatunek ważki z rodziny gadziogłówkowatych (Gomphidae). Występuje na terenie Ameryki Północnej – w USA i południowej Kanadzie.